# Rochefort-sur-Brévon
 Rochefort-sur-Brévon  es una población y comuna francesa, en la región de Borgoña, departamento de Côte-d'Or, en el distrito de Montbard y cantón de Aignay-le-Duc.

## Demografía
| 68 | 48 | 55 | 50 | 65 | 60 |
| Para los censos de 1962 a 1999 la población legal corresponde a la población sin duplicidades (Fuente: INSEE [Consultar]) |    |    |    |    |    |